# Muhammad Mansur Ali
Muhammad Mansur Ali (em bengali:  মোঃ মনসুর আলী; 16 de janeiro de 1916 – 3 de novembro de 1975) foi um político bangladense, que foi confidente próximo de Sheikh Mujibur Rahman, líder fundador do Bangladesh. Um alto dirigente da Liga Awami, Mansur também serviu como primeiro-ministro de Bangladesh em 1975.